# Cimetière protestant de Caen
Le cimetière protestant est un cimetière situé à Caen. Ouvert en 1783, il est désaffecté depuis 1950.

## Situation
Le cimetière est situé rue du Magasin-à-Poudre, dans l'emprise du campus 1 de Caen.

## Histoire

### DuXVIeauXVIIIesiècle: les origines du protestantisme à Caen
En 1558, deux régents de l'université de Caen – Vincent le Bas et Pierre Pinson – fondent l'église protestante de Caen. Au début du XVIIe siècle, plus du tiers de la population caennaise était protestante et, en 1612, un temple protestant est construit rue au Presche (actuelle rue de Bretagne) dans le Bourg-l'Abbé.  
Un règlement en 1611 institue quatre cimetières : 
- dans le pré des ébats, près de la boucherie (actuelle place de la République), confirmant ainsi un sentence du bailliage de Caen du 29 juillet 1606 ;
- dans le jardin Moulin donnant sur la rue de Bayeux, pour les réformés du Bourg-l'Abbé ;
- la moitié du cimetière de l'Hôtel-Dieu pour les réformés de Vaucelles ;
- un terrain situé près de la barrière du Vaugueux pour les calvinistes des faubourgs du Vaugueux, de Saint-Gilles et de Calix[2].

Après la révocation de l'édit de Nantes en 1685, les protestants doivent inhumer leurs défunts clandestinement dans les fossés Saint-Étienne (entre les murs de la ville et ceux de l'abbaye aux Hommes) ou dans les caves des maisons. En 1740, un cimetière non officiel est ouvert dans le jardin de 1 500 m2 entre la place Saint-Sauveur et la rue Saint-Manvieu, appartenant à Samuel Bacon de Précourt.

### 1783 - 1950
Le 1er mars 1780, le parlement de Normandie confirme un arrêt du bailliage de Caen de 1779 ordonnant le transfert des cimetières urbains en dehors de la ville. Les protestants suivent le mouvement et, en 1783, François Jacques Samuel Boislambert de Boizérard fait l'acquisition d'un jardin clos de mur sur les hauteurs de la ville, dans la paroisse Saint-Pierre, pour y aménager un nouveau cimetière. La première personne inhumée dans ce nouveau cimetière étant un Anglais nommé Sidney Holles Foy, le cimetière est alors appelé cimetière de Foy. 
Au XIXe siècle, le cimetière, géré par le Consistoire, est agrandi à plusieurs reprises pour atteindre une superficie de 4 000 m2. La dévolution du cimetière à la ville, acceptée par René Perrotte, est confirmée par un décret du 30 juillet 1909,.

### Depuis la désaffectation en 1950
Pendant la bataille de Caen, le cimetière est sévèrement endommagé. Beaucoup de sépultures sont en ruine et le mur d'enceinte en grande partie détruit. Le cimetière est désaffecté en janvier 1950.
Situé à l'origine à la périphérie de la ville, le cimetière est rattrapé par l'extension urbaine. Il est inclus dans le périmètre des parcelles à remembrer afin d'y construire la nouvelle université (actuel campus 1). L'emprise du cimetière est réduit en 1961 pour élargir la rue du Magasin-à-Poudre et construire les bâtiments de l'université. En 1962, la ville érige une nouvelle clôture et les tombeaux préservés sont regroupés.

Le cimetière protestant de Caen ; en rouge, les limites avant 1961

## Sépultures et monuments remarquables
De nombreux Britanniques sont inhumés dans ce cimetière, ce qui explique que les épitaphes sur un certain nombre de tombes sont écrites en anglais :
- tombe de George Jackson, marin irlandais de la Royal Navy, décédé à l'âge de 16 ans en 1834 ;
- tombe de George Brummell, pionnier du dandysme britannique, décédé à Caen en 1840 ; remplacé en 1985 par la stèle actuelle[3].

Deux caveaux sont surmontées de monuments remarquables :
- tombe de la famille Hettier de Boislambert ;
- tombe de la famille Beaujour.

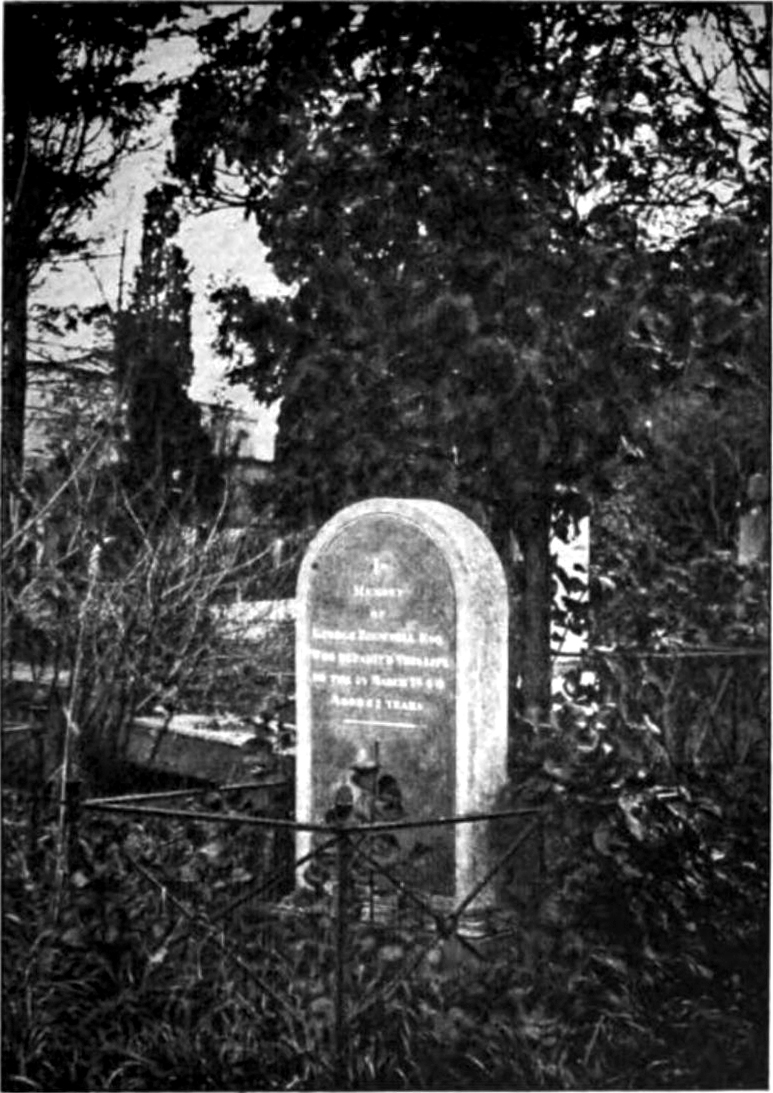
Ancienne tombe de George Brummell
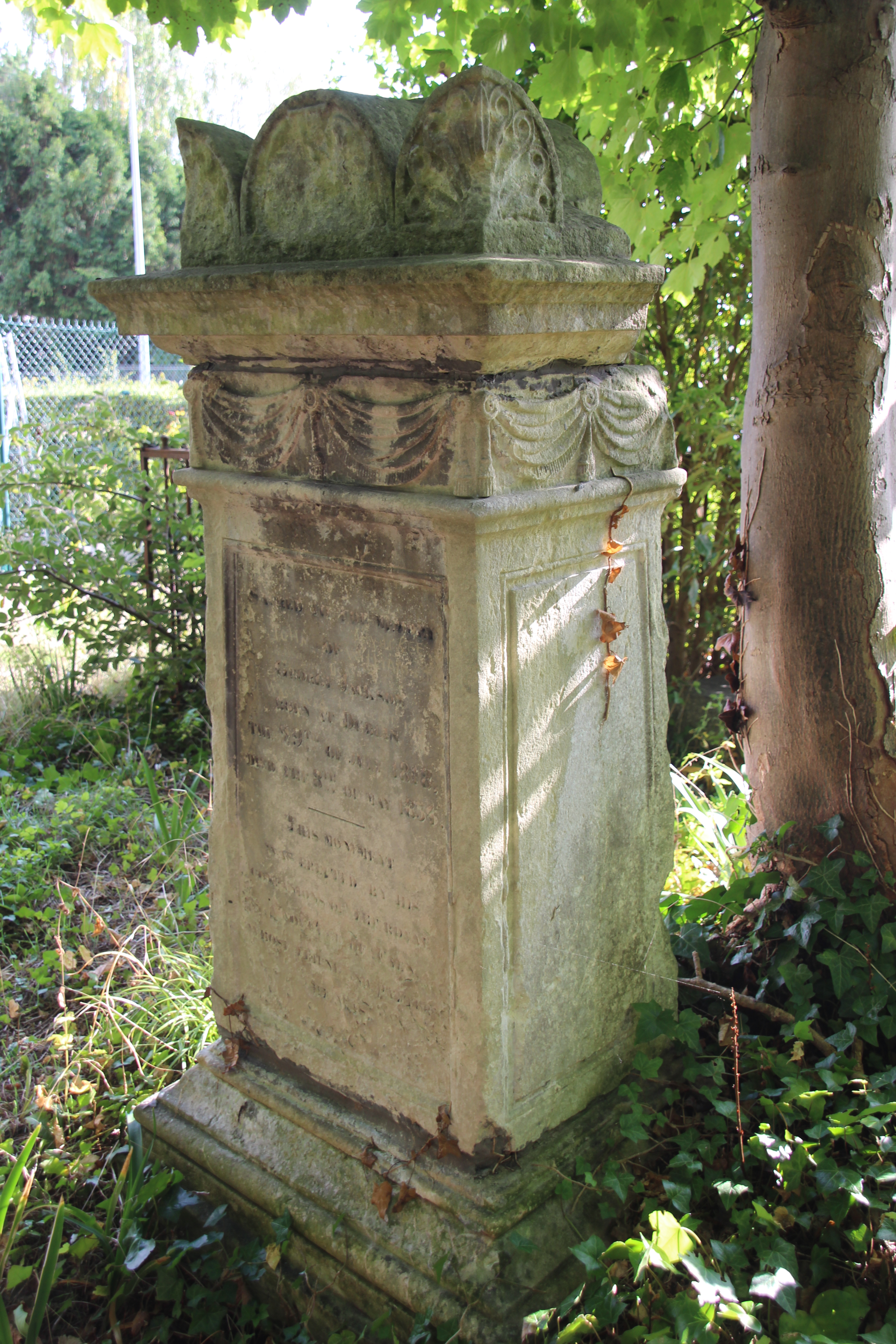
Tombe de George Jackson
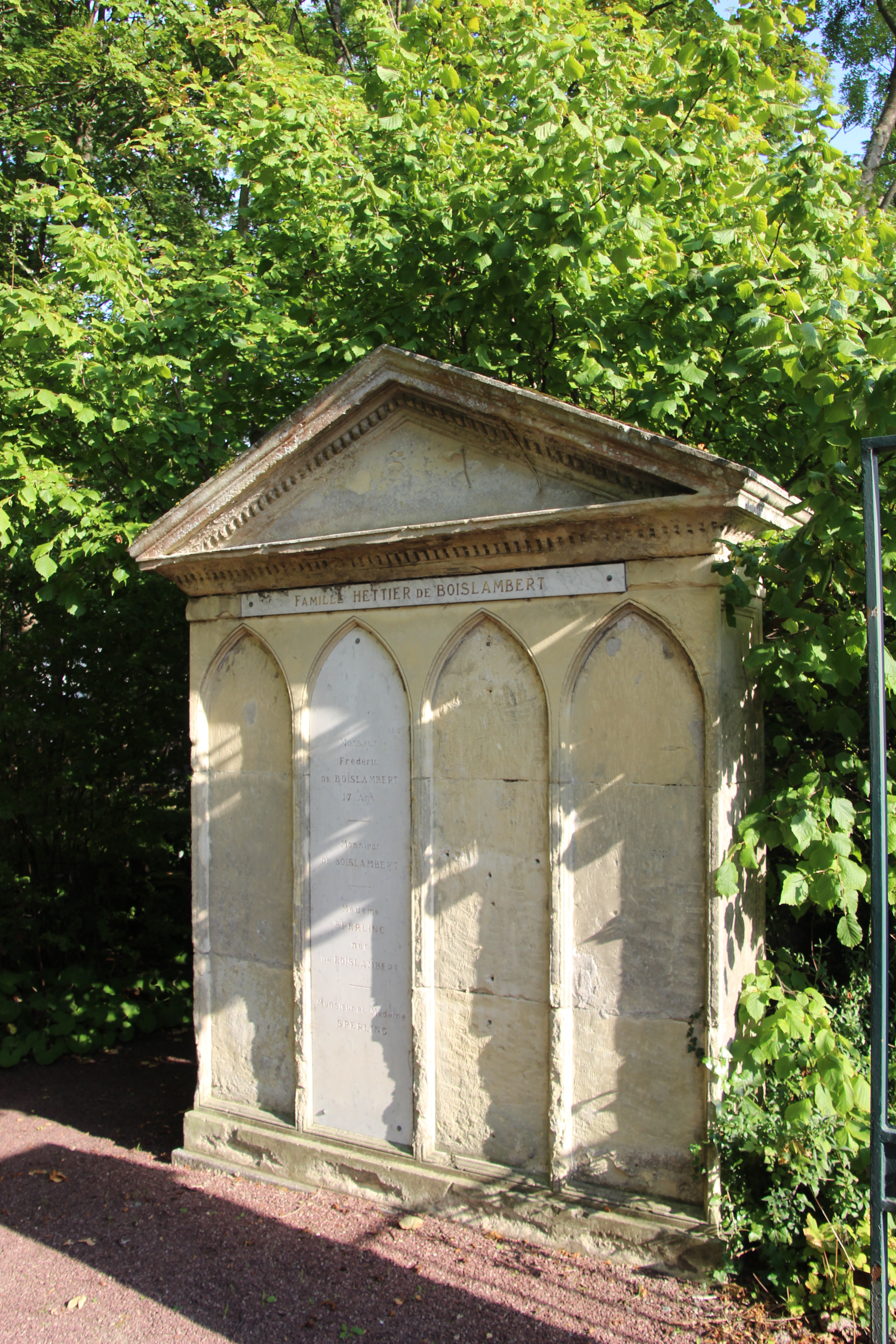
Tombe des Hettier de Boislambert